# Airbus A300
L'Airbus A300 est une famille d'avions de ligne à large fuselage construits par Airbus de 1972 à 2007. L'A300 est à l'origine de la création du groupe Airbus et constitue son premier modèle commercialisé.
La dernière version de l'avion, l'A300B4-600R, est améliorée en tant qu'appareil moyen-courrier, ouvrant le marché à sa version long-courrier, désormais connue sous le nom d'A310.

## Historique

### À partir de trois projets initiaux, dès 1965
L'ancêtre de l'avion était le projet Galion, étudié par Dassault et Sud-Aviation à partir de 1965. Selon le premier accord, deux avions devaient être développés en parallèle : un moyen-courrier de 300 places, ancêtre de l'Airbus, et un court-courrier de 150 places. À l'époque, Sud-Aviation rencontrait quelques succès avec la Caravelle mais le marché des avions de ligne, surtout les longs-courriers, était dominé par les appareils américains comme le 707 ou le DC-8.
Les américains étaient en train de développer les premiers avions à large fuselage muni de deux allées dans la cabine : le Tristar, le DC-10 et le Boeing 747. Par la suite, Dassault se retira du projet mais continua à développer le court-courrier, qui devint plus tard le Mercure 100, tandis que Sud-Aviation s'associa avec Hawker-Siddeley qui était déjà son partenaire sur Concorde et Breguet, puis avec des industriels allemands.
Les Allemands, dont l'industrie aéronautique commençait seulement à renaître de ses cendres, étudiaient depuis quelque temps, au sein de l'Arbeitgemeinschaft Airbus, un avion à réaction de 300 places destiné aux lignes intracontinentales, notamment en Europe : le développement du trafic aérien créait en effet un besoin d'avion plus grand que les BAC One-Eleven, les Caravelle ou les Vickers VC-10 pour les lignes reliant les capitales européennes.
D'autre part, Nord-Aviation, Breguet et Hawker-Siddeley avaient étudié un projet HBN 100 portant sur un biréacteur de 220 places. L'Airbus 300 est parfois considéré comme une synthèse de ces trois projets.

### En panne de moteur (Rolls-Royce), l'avion est raccourci en 1968
Craignant que l'Europe ne s'éloigne des avancements aux États-Unis, des ministres français, allemands et britanniques se réunirent en 1967, afin de réaliser une collaboration en faveur d'un nouvel appareil. En conséquence, Roger Béteille fut nommé en tant que responsable de ce projet. Il est de nos jours considéré comme un des fondateurs d'Airbus.
En 1966 déjà, sous l'initiative des ministres britanniques et français, le projet avait pris la forme d'un biréacteur moyen-courrier de 300 places (d'où le nom A300), presque aussi grand que le DC-10, qui devait être équipé de moteurs Rolls-Royce RB207. En 1968, pour la première fois, une publicité de l'A300, mentionnant encore le réacteur RB207, apparut dans le magazine américain Aviation week & space technology. Elle vante l'A300 d'Airbus International (association de Sud-Aviation, Hawker-Siddeley Aviation et Deutsche Airbus), et s'intitule « C'est le début de quelque chose de grand ». Toutefois, en mai 1968, Roger Béteille apprit que l'entreprise britannique ne se concentrait que sur le RB211, moins puissant. Il n'existait pas à l'époque le vaste choix de moteurs que l'on a actuellement, et Airbus décida en décembre 1968 de se contenter du RB-211, en cours de développement pour le triréacteur Lockheed Tristar. Rolls-Royce pensait, à tort, que le Lockheed aurait plus de succès que le projet européen. Les britanniques quittèrent alors le projet, car l'appareil devait être modifié, en laissant Hawker-Siddeley sans soutien politique.

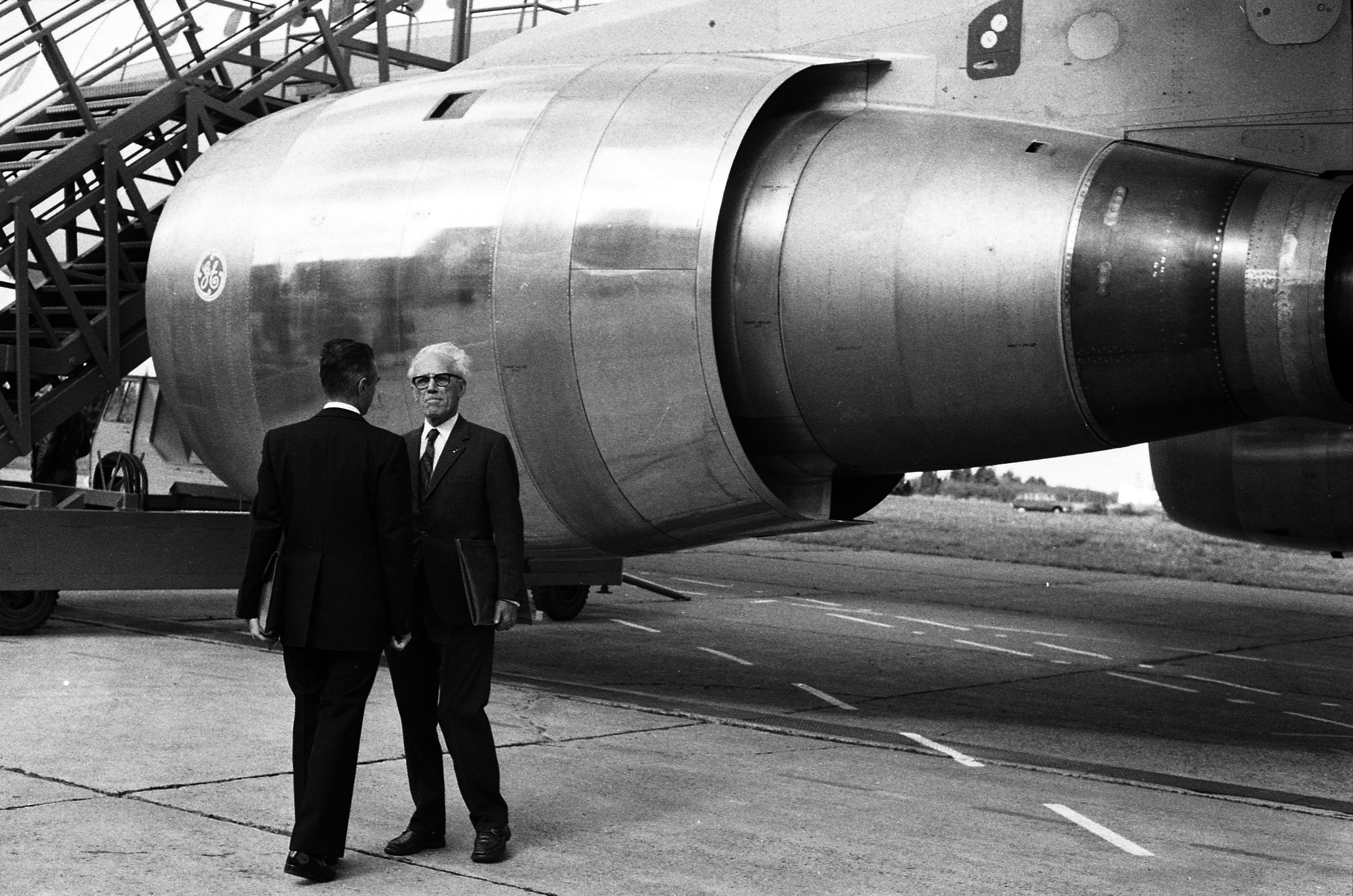
Henri Ziegler devant le moteur CF6-50 du prototype MSN001

Le moteur finalement retenu fut le CF6-50 de General Electric, conçu pour le DC-10 et à peu près de la même puissance que le RB-211. Les moteurs étant moins puissants, la capacité de l'avion dut être réduite à environ 250 places et le fuselage fut raccourci. Sa dénomination changea alors en A300B.
À la suite du retrait du Royaume-Uni du projet, le gouvernement allemand souhaitait fortement continuer le programme. Il s'agissait en effet d'une occasion unique pour les entreprises allemandes de revenir sur le marché des appareils civils, après une longue interdiction, conséquence de la Seconde guerre mondiale. Le gouvernement allemand exerça une pression considérable sur la France. L'initiative était surtout soutenue par Franz Josef Strauss. Il faut souligner le courage d'Arnold Hall, dirigeant de Hawker-Siddeley, qui décida de rester dans le projet, son entreprise se voyant confier la fabrication des ailes. Encore fallait-il trouver 35 milliards de livres. L'Allemagne donna cette somme.

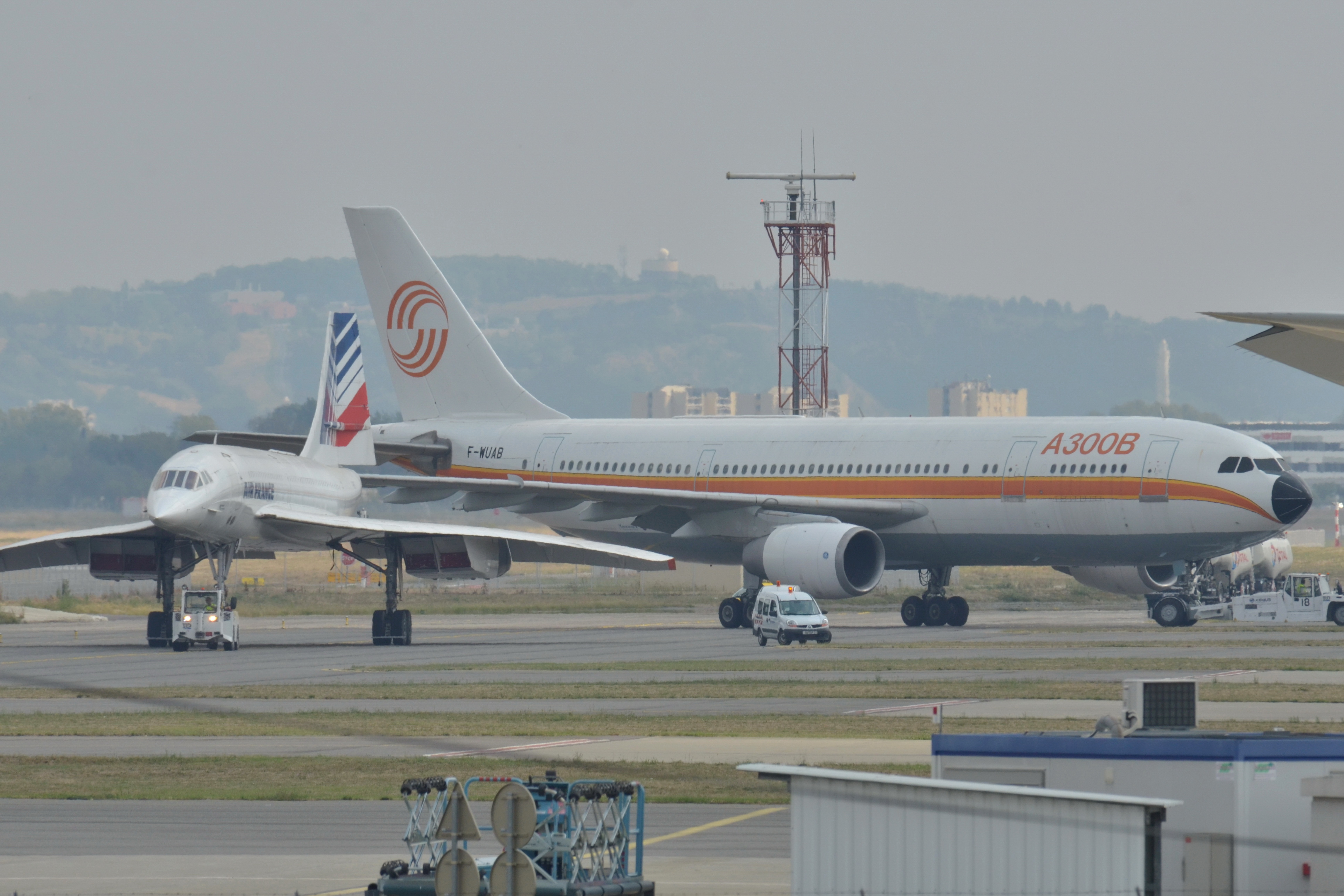
F-WUAB, A300B4-203 MSN238 aux couleurs de l'A300B1 MSN001 prototype.

### Premier vol en 1972, mais longue traversée du désert

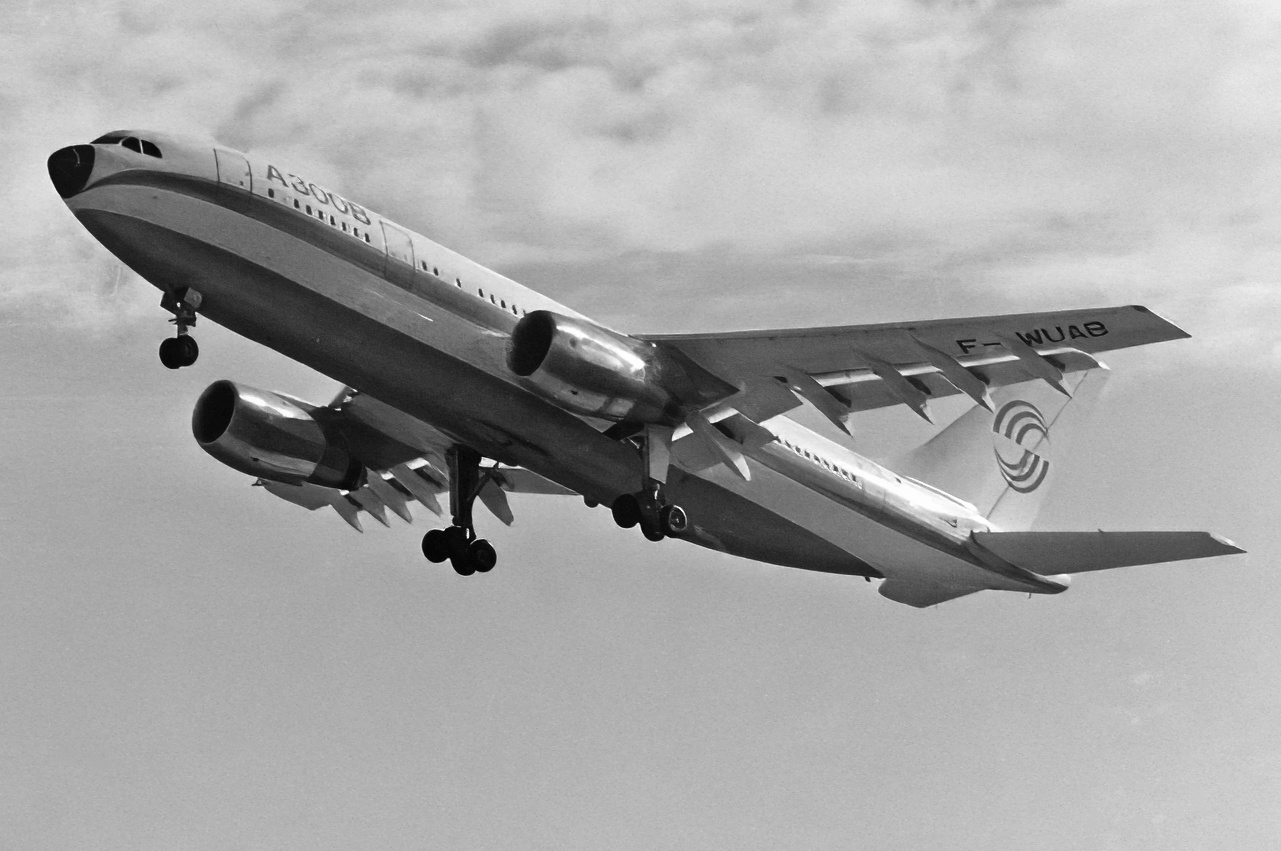
Premier vol de l'A300B le 28 octobre 1972

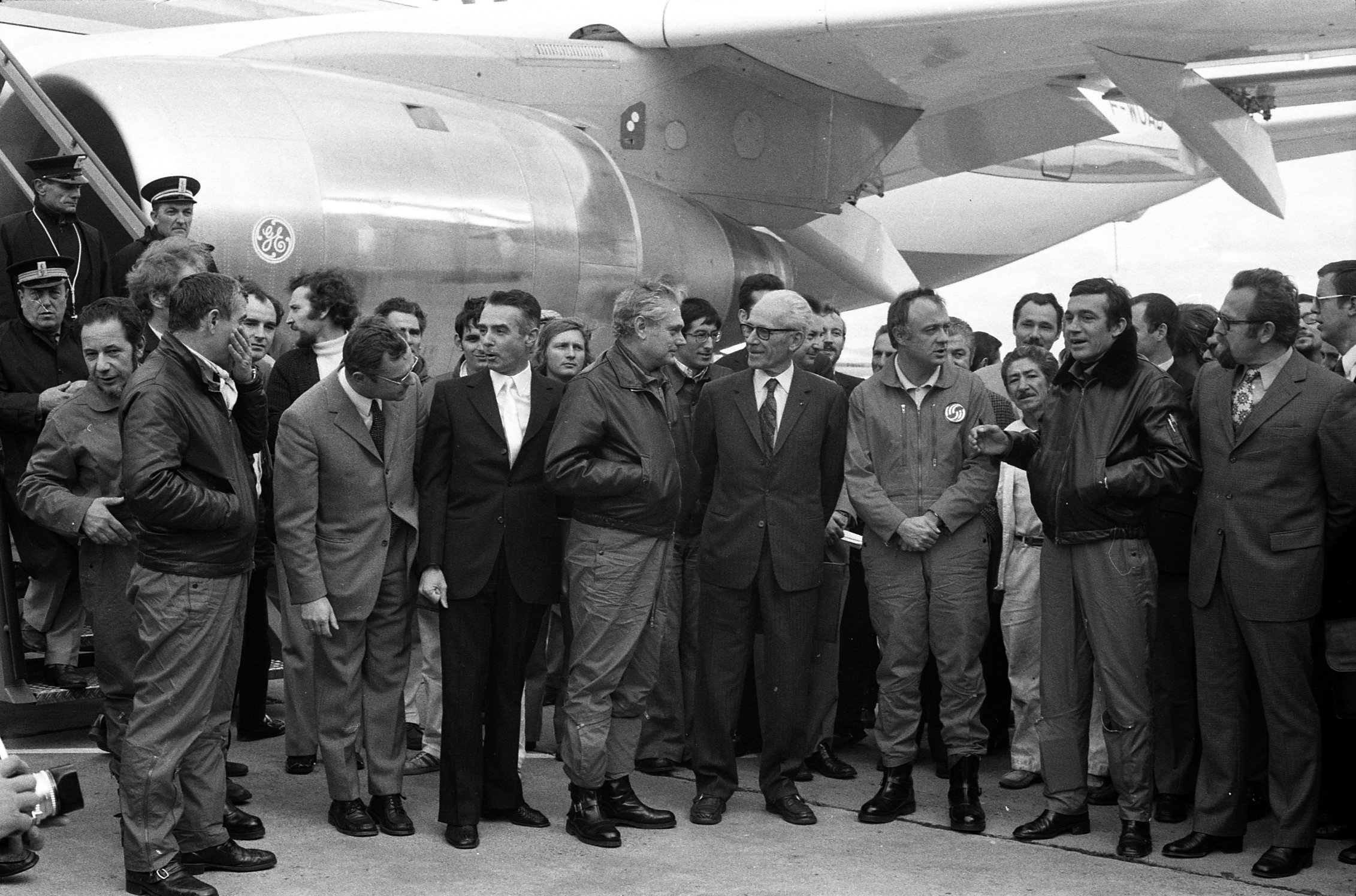
Equipage du premier vol, avec Henri et Bernard Ziegler

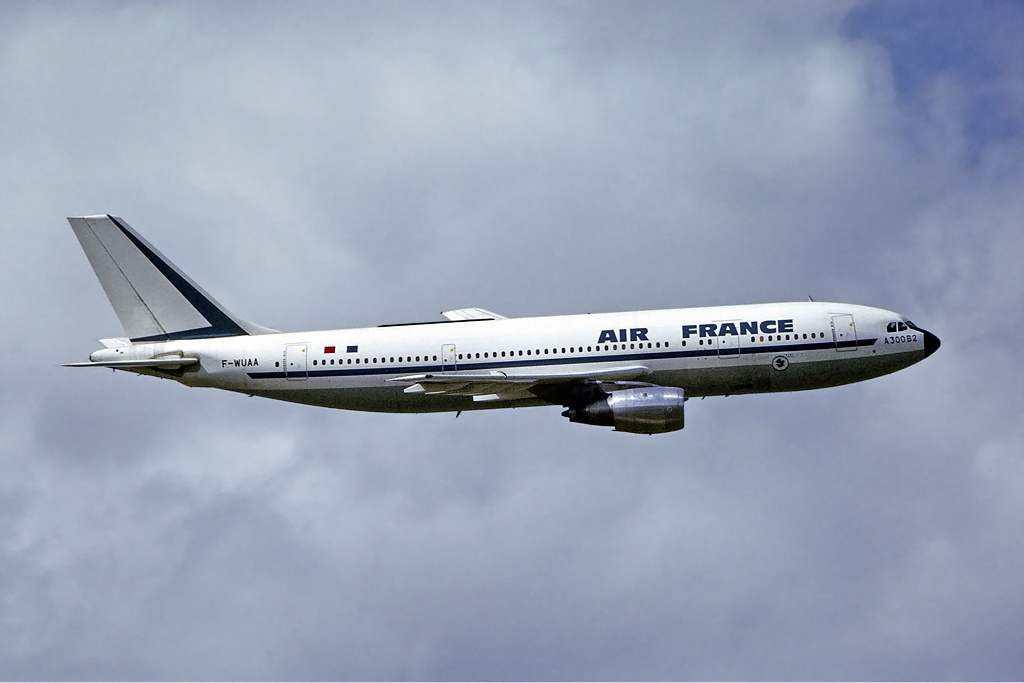
F-WUAA, A300B2-1C MSN004.

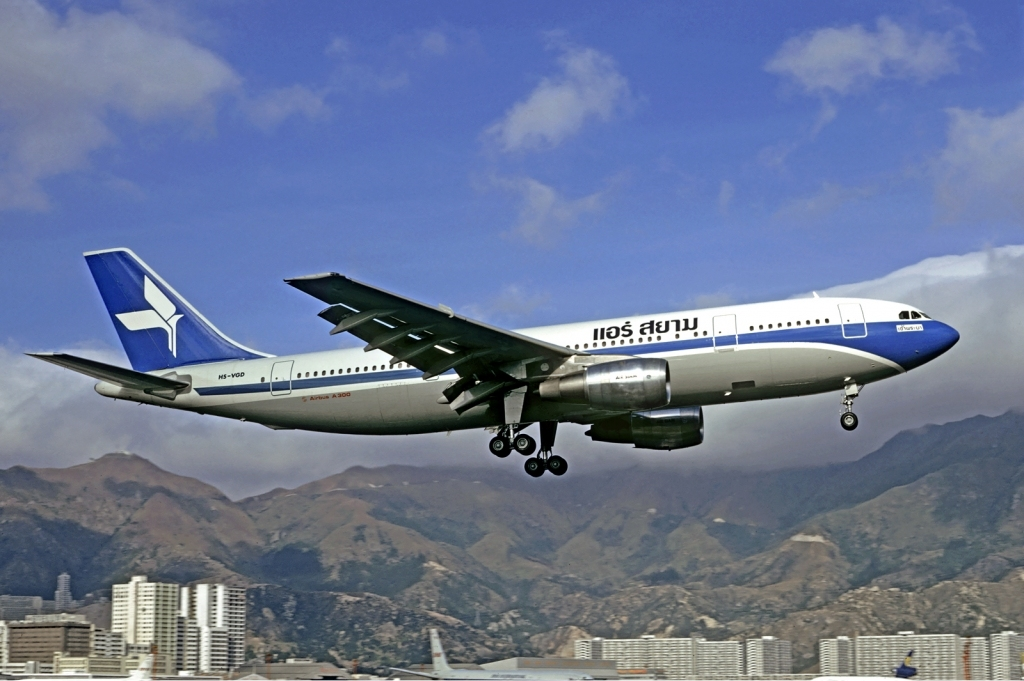
HS-VGD, A300B2-1C MSN008 d'Air Siam, deuxième client, en décembre 1974 à Hong Kong.

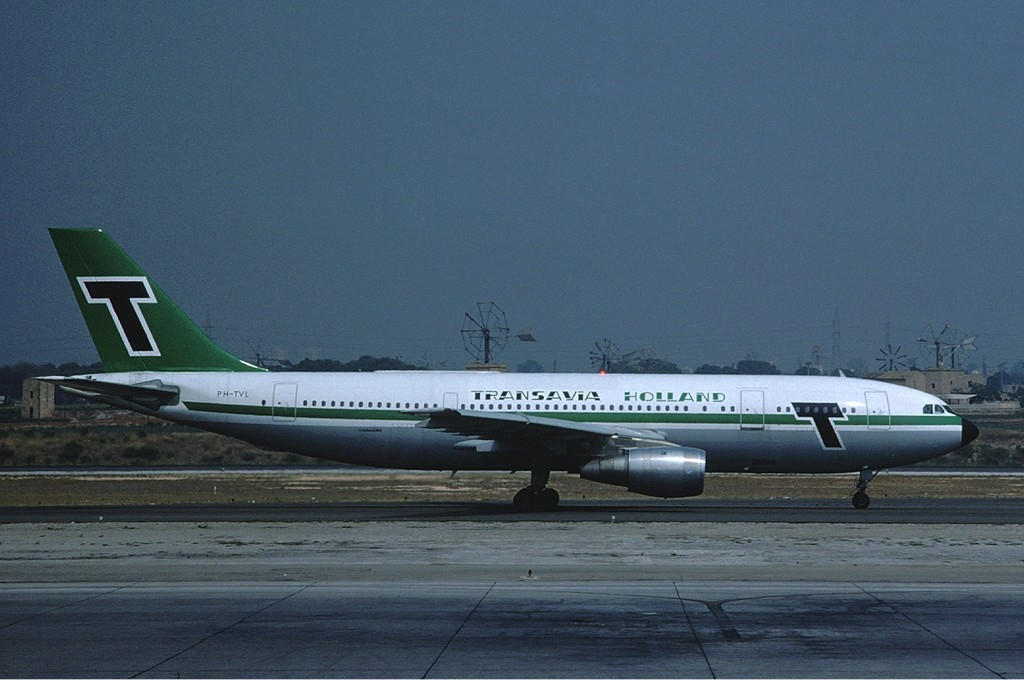
PH-TVL, MSN008 en 1976, auprès de Transavia, actuellement compagnie à bas-coût.

Le 29 mai 1969, la production de l'A300 fut officiellement lancée par une signature des ministres français Jean Chamant et allemand Karl Schiller lors du salon aéronautique du Bourget. Puis Airbus Industrie fut officiellement créée le 18 décembre 1970.
Si, à cette époque, Air France, Air Inter, Lufthansa et British European Airways s'intéressaient au programme, il devint évident qu'Air France avait besoin d'appareils plus grands. C'est pour cela que l'A300B2, version allongée, capable de transporter 270 passagers, lui fut proposé en l'espace de 3 jours. La compagnie française signa enfin, le 3 septembre 1970, son intention d'achat pour six premiers exemplaires,.
Le prototype MSN001 assemblé fut officiellement présenté au public à Toulouse, le 28 septembre 1972. Le premier vol de cet A300B1 se déroula le 28 octobre, en avance d'un mois sur le calendrier,, alors que les ventes de ce nouvel avion ne décollaient toujours pas. Bernard Ziegler fut nommé directeur des vols d'essai.

« Malgré les conditions météorologiques exécrables qui se sont abattues sur le Sud-Ouest, le prototype numéro 1 immatriculé F-WUAB effectue son premier vol le 28 octobre à 10 h 39. Sa durée, 1 h 25, permet de vérifier le bon comportement de l'avion, avec une montée à 4 500 m, fait exceptionnel pour un premier vol, et enclenchement du pilote automatique. « Un vol de routine, un vol historique », note Bernard Ziegler, sans faire référence à un atterrissage acrobatique mais parfaitement réussi par Max Fischl malgré un vent traversier particulièrement violent. »

— Pierre Sparaco, Airbus, la véritable histoire
En 1973 et en 1974, Airbus effectua plusieurs tournées de démonstration dans le monde pour promouvoir l'A300 auprès des compagnies, notamment aux États-Unis, marché potentiel depuis le lancement du projet.
Airbus obtint la certification de l'A300B2 le 15 mars 1974, auprès des autorités allemande et française,.
Finalement, le 23 mai 1974, Air France devint la première compagnie à mettre en service l'A300, sur les vols entre Paris et Londres,. Ce vol se distinguait également comme le premier vol d'un biréacteur à double couloir ainsi que d'un appareil utilisant des matériaux composites,. Le 30 mai, la Federal Aviation Administration des États-Unis donna sa certification qui permettait désormais d'exploiter cet appareil outre-Atlantique.
Le MSN001, premier prototype, fut démantelé le 27 août 1974, avec une autre immatriculation attribuée F-OCAZ. Il semble que cet appareil était très différent des exemplaires suivants et qu'il en reste peu de photos.
- Vidéo officielle d'Airbus (diffusion principalement consacrée à MSN001) : 35 years of success for Airbus' first aircraft [voir en ligne]

En juin 1976, le carnet de commandes ne comptait que 33 commandes fermes et 23 options en Europe et en Asie. En outre, la plupart des commandes provenaient de compagnies aériennes ayant l'obligation d'acheter une certaine quantité d'avions produits localement, en particulier Air France et Lufthansa. Airbus dut même entreposer jusqu'à 16 exemplaires achevés mais qui n'avaient pas encore trouvé preneurs.

### Le succès (1978) de la location auprès d'Eastern fait enfin décoller les ventes

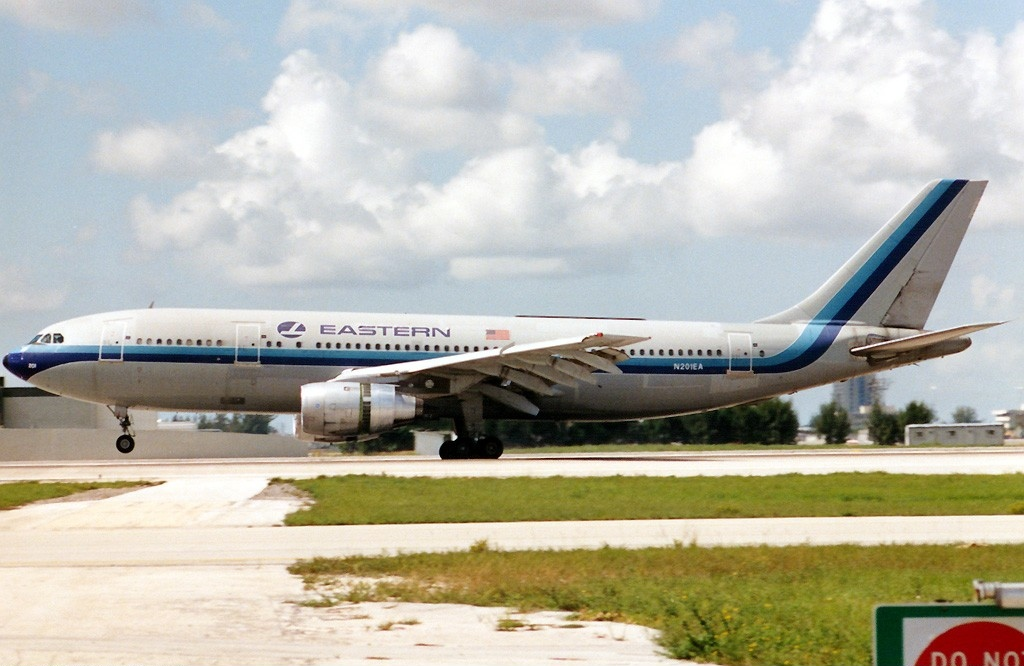
N201EA, A300B4-2C MSN041, livré le 3 décembre 1977, en location gratuitement durant six mois. EAL acquit enfin cet appareil.

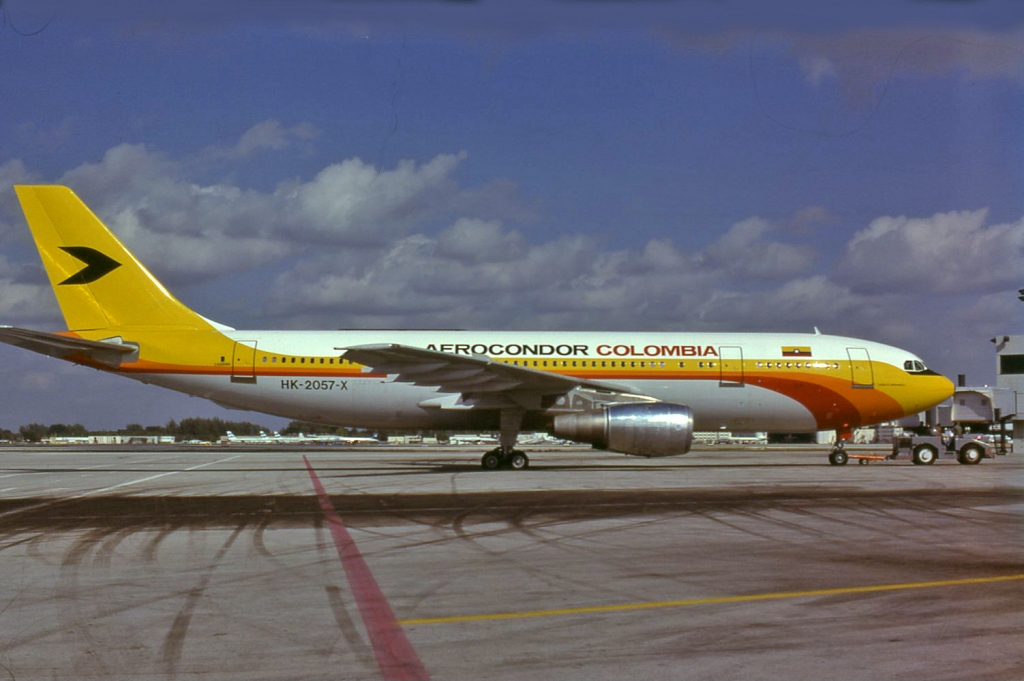
HK-2057X, A300B4-2C MSN029, livré le 15 décembre 1977 à Aerocondor Colombia, premier exploitant d’Airbus en Amérique latine.

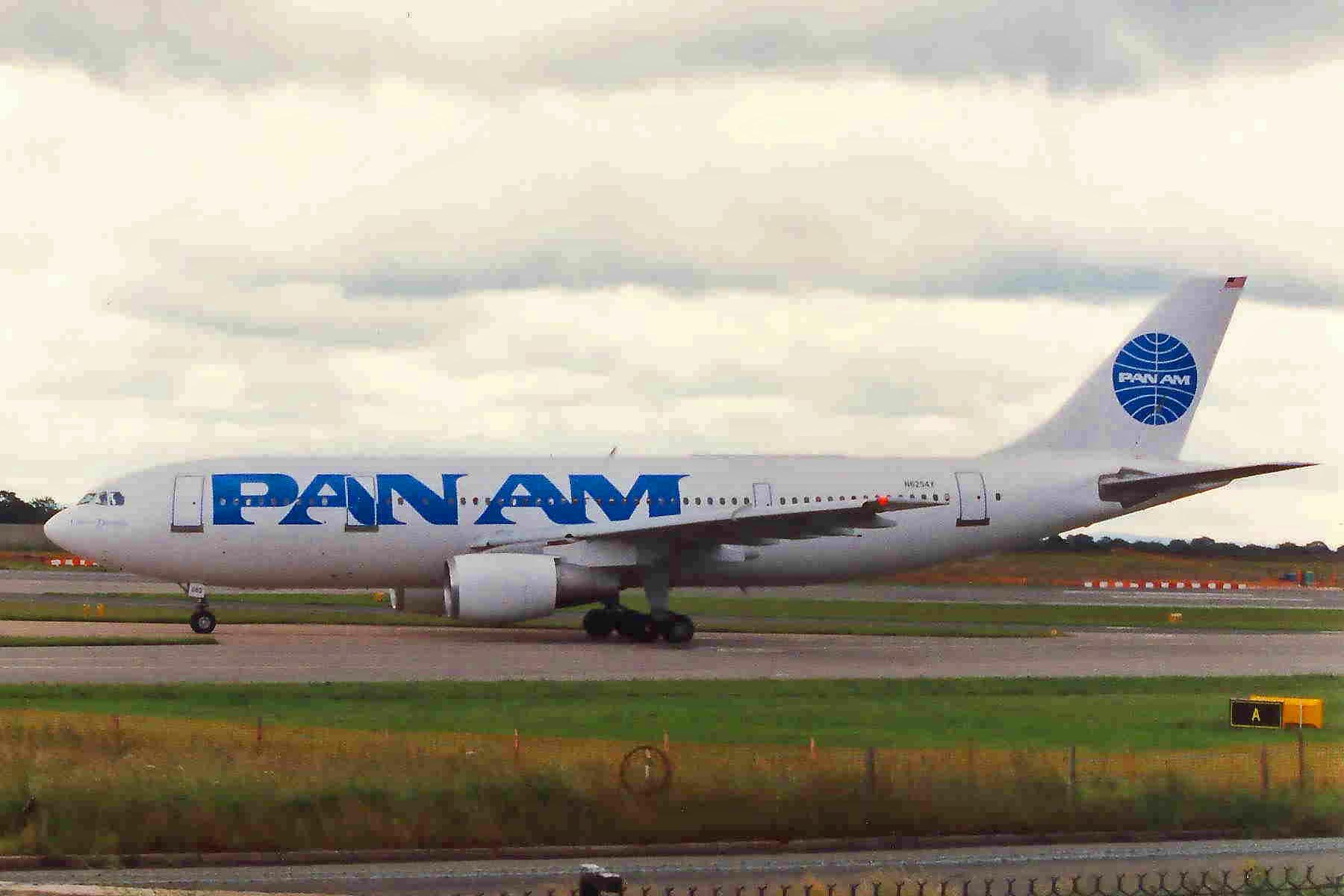
N6254X, A300B4-203 MSN053 (ex Lufthansa D-AIBA). Le choix d'Eastern Airlines fut suivi d'une autre compagnie distinguée, Pan American.

Entre décembre 1975 et mai 1977, soit durant 18 mois, Airbus ne put obtenir aucune commande ferme, jusqu'à ce que Thai Airways commande deux exemplaires,. En janvier 1977, Western Airlines conclut l'acquisition de 8 appareils, une première outre-Atlantique. Pourtant, à la suite du refus de Washington, la compagnie dut dénoncer ce contrat, et acheta à la place cinq B727 et deux DC-10.
Il fallut attendre le 6 avril 1978 pour qu'une compagnie américaine, Eastern Airlines, passe une commande ferme de 23 appareils, plus neuf en option, ainsi que 25 A300B10 (futur A310) en intention d'achat. Cette transaction fut facilitée par la location préalable, à titre gracieux, de quatre appareils A300-B4 neufs (MSN041 - 044) pendant 6 mois, location signée à Toulouse le 2 mai 1977.
Frank Borman, le PDG de la compagnie et ancien astronaute (il avait commandé la mission Apollo 8), fut convaincu non seulement par leur consommation modeste en carburant (notamment en comparaison de ses triréacteurs L-1011), mais aussi par leur ponctualité au départ. En effet, Airbus avait prudemment choisi ses composants. Pour les pièces produites aux États-Unis, il ne fit appel qu'à des pièces éprouvées et aux qualités établies afin d'assurer une bonne fiabilité. Ce fut par exemple le cas des réacteurs CF6 de General Electric, développés pour le DC-10. Enfin, ce choix au lieu du RB207 de Rolls-Royce sauva ce précieux contrat, car cet homme à la carrière prestigieuse auprès de l'armée américaine et comme astronaute avait évidemment plus de poids que le PDG de Western Airlines. En soulignant la présence de nombreux fournisseurs américains dans le programme de l'A300, notamment ceux du réacteur de General Electric qui comptait quelque mille entreprises sous-traitantes, il réussit finalement à résister aux attaques puissantes de plusieurs administratifs et du PDG de Douglas.
Cette commande marqua un véritable démarrage des ventes de l'A300 qui se maintinrent par la suite à un bon niveau pendant plus de vingt ans, grâce notamment à l'introduction de nouvelles versions A300B4-600 en 1985 et A300F4-600R en 1991, pour atteindre un total de plus de 560 livraisons.
Non seulement l'A300 fut le premier biréacteur à large fuselage au monde mais il inspira également par la suite les biréacteurs B767 et B777 de Boeing. L'A300B4 devint aussi, en 1977, le premier avion conforme à la norme ETOPS-120 autorisant le survol de zones océaniques ou désertiques par des avions bimoteurs. La dernière version passager modernisée, les A300B4-600/600R, est certifiée ETOPS-180.
En mars 2006, Airbus annonça l'arrêt de la production des Airbus A300 et celui des A310 pour juillet 2007. Ces avions ont été produits à 821 exemplaires. Le dernier exemplaire sorti des chaînes de montage d'Airbus fut produit pour le compte de FedEx et livré le 12 juillet 2007.
Le marché des A300 d'occasion connaît cependant un renouveau grâce à leur reconversion en avions-cargos.

## Versions

### Les premières versions

#### A300B1

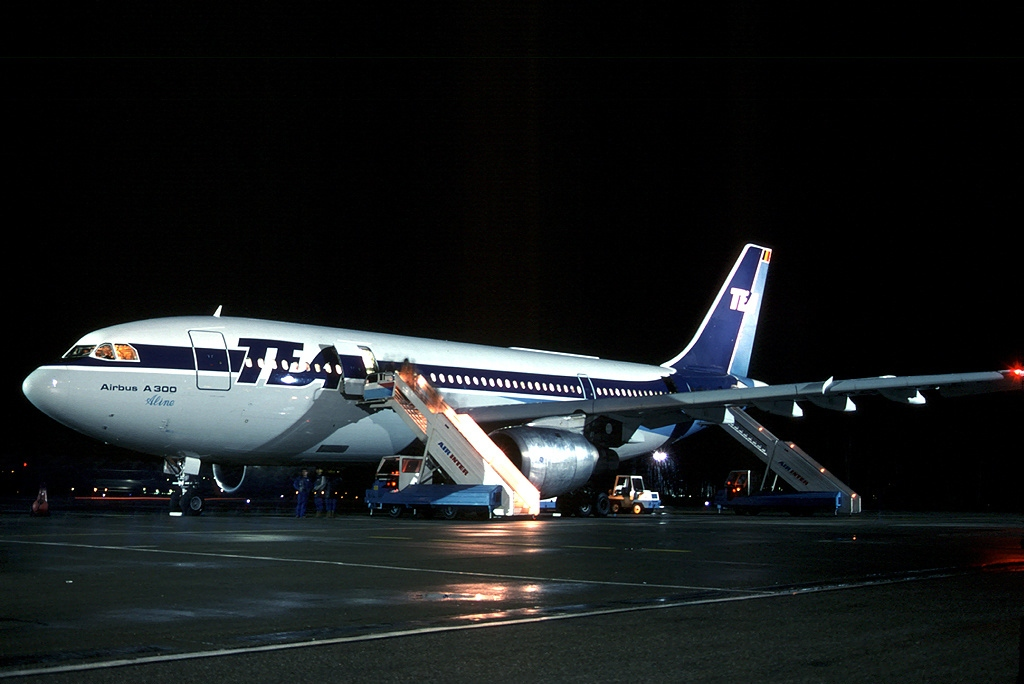
OO-TEF, A300B1 MSN002, Aline.

L'Airbus 300B1 fut construit en deux exemplaires seulement. L'A300B1 obtint sa certification le 12 novembre 1974. 
Le premier servit uniquement de prototype et fut démoli en 1974, le second fut vendu et mis en service par la compagnie charter belge Trans European Airlines (TEA) avec le matricule OO-TEF. Il était baptisé « Aline » et fut loué à Air Inter en 1980, alors que la compagnie manquait de gros porteurs, en attendant que leurs 5 A300B2-1C soient aménagés avec 314 sièges en avril 1980. Cet appareil fut surnommé « la Friteuse » par les mécaniciens de la compagnie intérieure.
Air Algérie loua deux fois cet appareil, avant et après Air Inter. Il pouvait accueillir 259 passagers en classe unique pour un poids maximum de 120 t. Il était propulsé par deux réacteurs General Electric CF6-50A d'une poussée de 220 kN. L'A300B1 n'avait que 2 220 km de rayon d'action.

#### A300B2

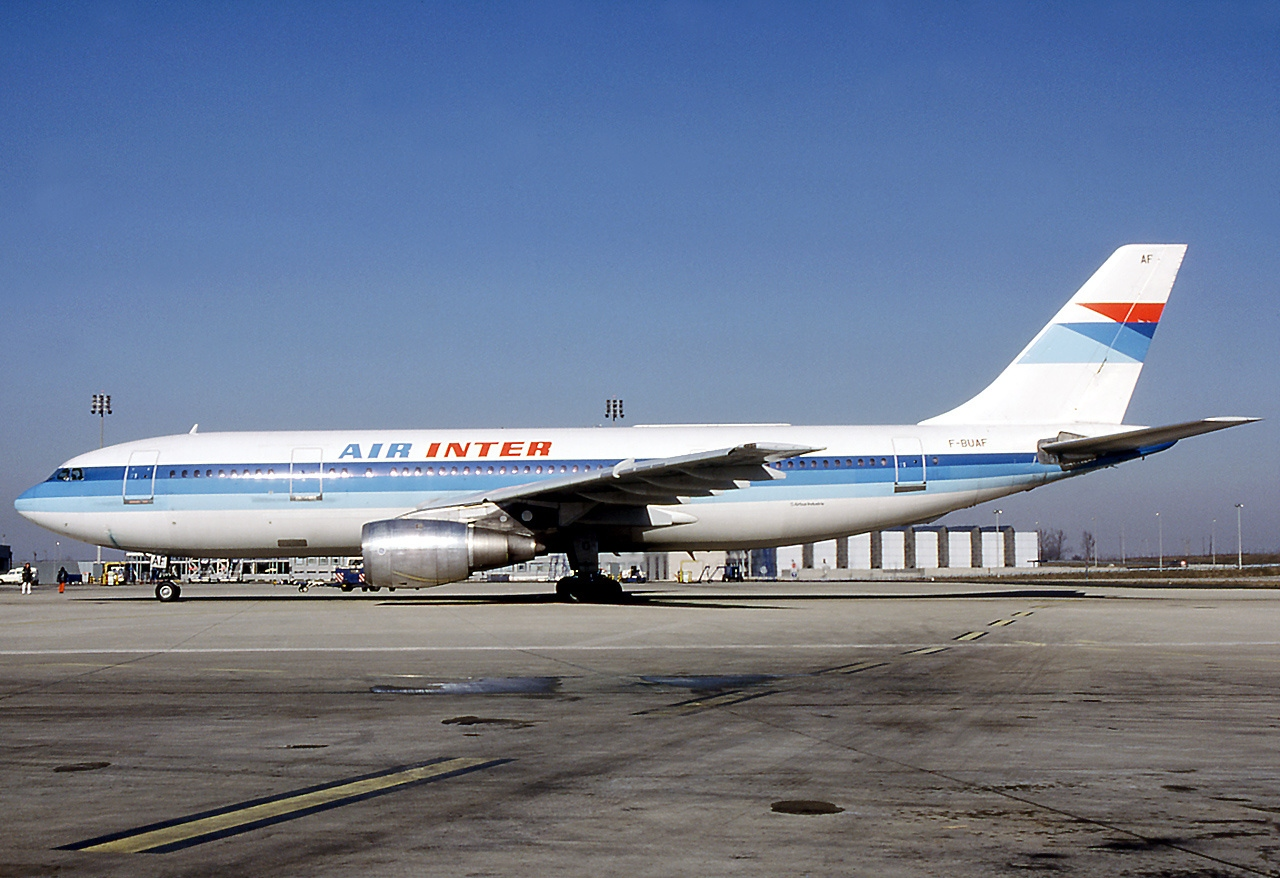
F-BUAF, A300B2-1C MSN008, finalement appareil d'Air Inter depuis 1978 (voir ci-dessus).

L'Airbus 300 B2 fut le premier modèle de production, il entra en service en mai 1974 pour la compagnie Air France. À la suite de l'arrivée des réacteurs de Pratt & Whitney, le constructeur annonça une modification de dénomination. Il s'agissait d'une dénomination plus logique, selon la version, le fabricant du moteur et son variant (de nos jours, 00-General Electric, 10-CFM International, 20-Pratt & Whitney, 30-International Aero Engines, 40-Rolls-Royce, 50-CFM International (neo), 60-Engine Alliance, 70-Pratt & Whitney (neo) et 80-Europrop International).
L'A300B2-100 fut la première version de série commerciale à court rayon d'action avec 137 tonnes de masse maximale au décollage. Air Inter fut l'un des premiers et principaux clients de cette version. En 1979, la compagnie française fut attaquée en raison de ses tarifs élevés. De plus, le 22 septembre 1981, la SNCF inaugura son service du TGV entre Paris et Lyon. Air Inter devait s'adapter à cette situation. Afin d'augmenter sa productivité, la capacité de l'appareil fut augmentée de 270 à 314 sièges, par la suppression de deux galleys et par l'aménagement de neuf sièges de front. Finalement, Air Inter exploita avec satisfaction quinze exemplaires d'A300B2-1C, notamment en acquérant quelques appareils d'occasion ainsi que six type B4 et un B2K-3C.

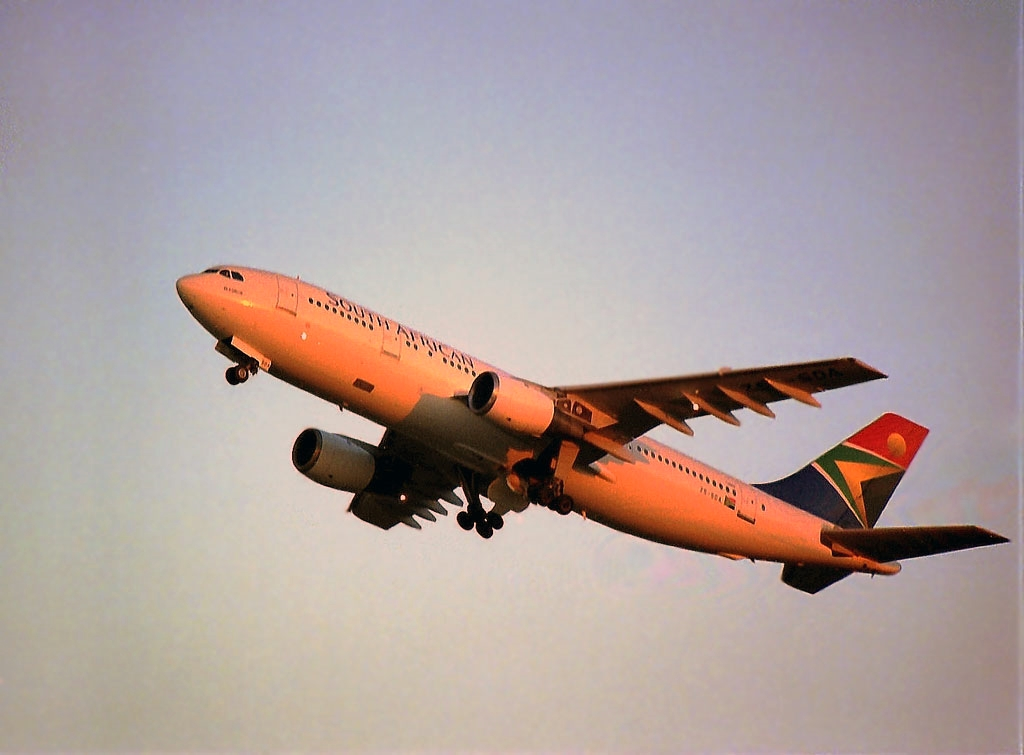
ZS-SDA, premier A300B2K-3C MSN032 à Johannesbourg.

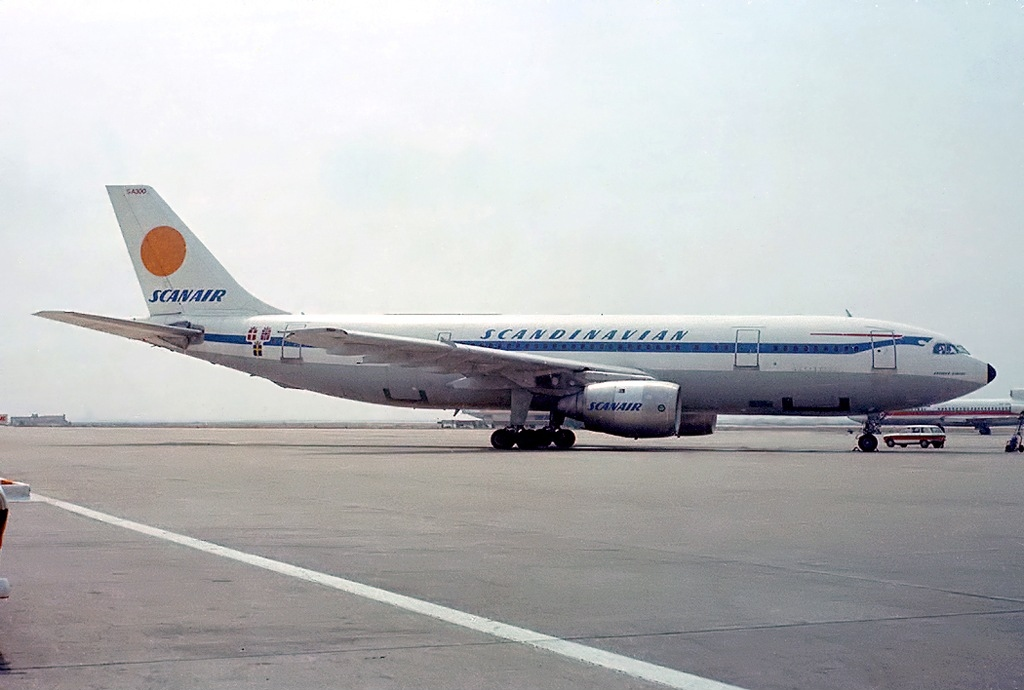
LN-RCA, A300B4-120 (B2-320 jusqu'au 25 mars 1983) MSN079.

Pour les modèles A300B2-201/203, Airbus développa l'A300B2K-3C doté de becs de type Krueger (ceux de la version B4) afin d'améliorer les performances au décollage et à l'atterrissage. Ainsi, sa masse maximale au décollage augmenta-t-elle jusqu'à 142 tonnes. Le constructeur proposa cette version à South African Airways pour la desserte de l'aéroport de Johannesbourg où la densité de l'air est toujours faible, en raison de l'altitude (1 700 m) et sa haute température. Le premier des quatre exemplaires (MSN32) fut livré le 15 novembre 1976. Comme cet appareil était équipé de réacteurs General Electric CF6-50C2 (2×230,5 kN au décollage, 2x206,0 kN après) Airbus les vendit sous la dénomination A300B2-203. Il en vendit également huit exemplaires à Iran Air, trois exemplaires à VASP ainsi que MSN112 pour Air Inter, vraisemblablement en raison d'une annulation. De plus, neuf autres A300B2K-3C furent construits pour Toa Domestic Airlines qui devait desservir un certain nombre d'aéroports ayant des pistes courtes. Le réacteur General Electric CF6-50C2R (R : réduction) équipe ces A300B2K-3C, en réduisant sa poussée. Airbus attendait plus de commande de cette version A300B2-201. Mais, en attendant la livraison des A300B4-622R, la compagnie préféra acheter plusieurs A300B4-203 d'occasion pour profiter d'une grande communauté entre les appareils. L'A300B2-201 ne fut jamais livré.
L'A300B2-320 fut le premier appareil d'Airbus propulsé par le réacteur de Pratt & Whitney, JT9D-59A (2x230,2 kN au décollage, 2x199,2 kN après). Ses masses à vide et à l'atterrissage étaient accrues. Scandinavian Airlines System qui possédait à l'aéroport d'Arlanda un centre d'entretien de ce type de moteur reçut le premier de ses A300B2-320 le 15 janvier 1980, afin d'optimiser la capacité de ses vols entre les capitales scandinaves. Après la conversion de ses quatre exemplaires en A300B4-120 en 1983, Scanair, sa filiale charter, bénéficia d'une autonomie améliorée.
En 2014, seuls six appareils de type B2 étaient encore exploités. Il s'agissait de trois B2-203 d'Iran Air et de trois B2K-3C de Mahan Air. À la suite du remplacement de l'Airbus A300 ZERO-G en octobre 2014, il semble que l'exploitation de l'A300B2 soit quasiment terminée.

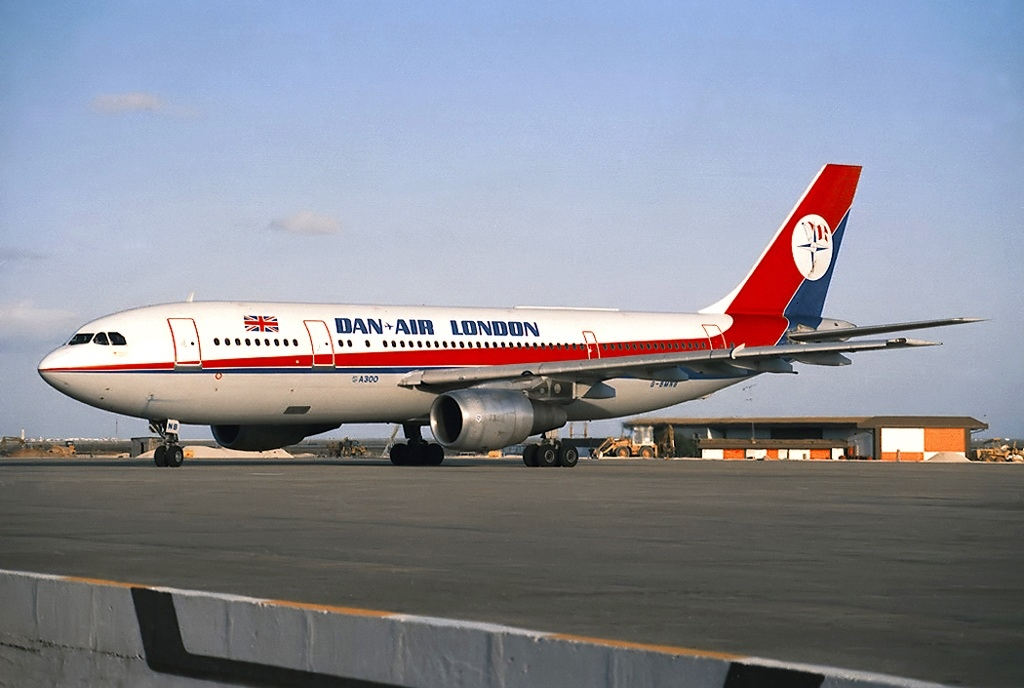
G-BMNB, A300B4-1C MSN009, prototype de l'A300B4.

#### A300B4
Airbus développa la version moyen-courrier A300-B4 qui devint la principale version de production des premières années. Il est similaire au A300-B2 avec une masse maximale portée jusqu'à 165 t. Le rayon d'action fut amélioré jusqu'à 5 500 km.
L'A300B4-103/120 fut la première version à autonomie moyenne. Le modèle B4 se caractérise par un réservoir de carburant dans le caisson de voilure et le nez de type Krueger, afin d'atteindre les 157,5 tonnes de masse maximale au décollage. Le prototype (MSN9) vendu en 1976 à Air France effectua son premier vol le 26 décembre 1974. German Air reçut le premier appareil de série (MSN12) le 23 mai 1975. Cet exemplaire de haute densité avec 315 sièges était équipé de réacteurs General Electric CF6-50C2  (2×230,4 kN). 43 A300B4-103 (A300B4-1C auparavant) furent vendus. Seuls 6 A300B4-120 équipés de réacteurs Pratt & Whitney JT9D-59A (2×235,8 kN) furent construits et acquis par Iberia alors que Scandinavian Airlines System convertit ses 4 A300B2-320 en A300B4-120. En 2011, il ne restait que 5 A300B4-103 actifs dont 4 appareils cargo convertis.

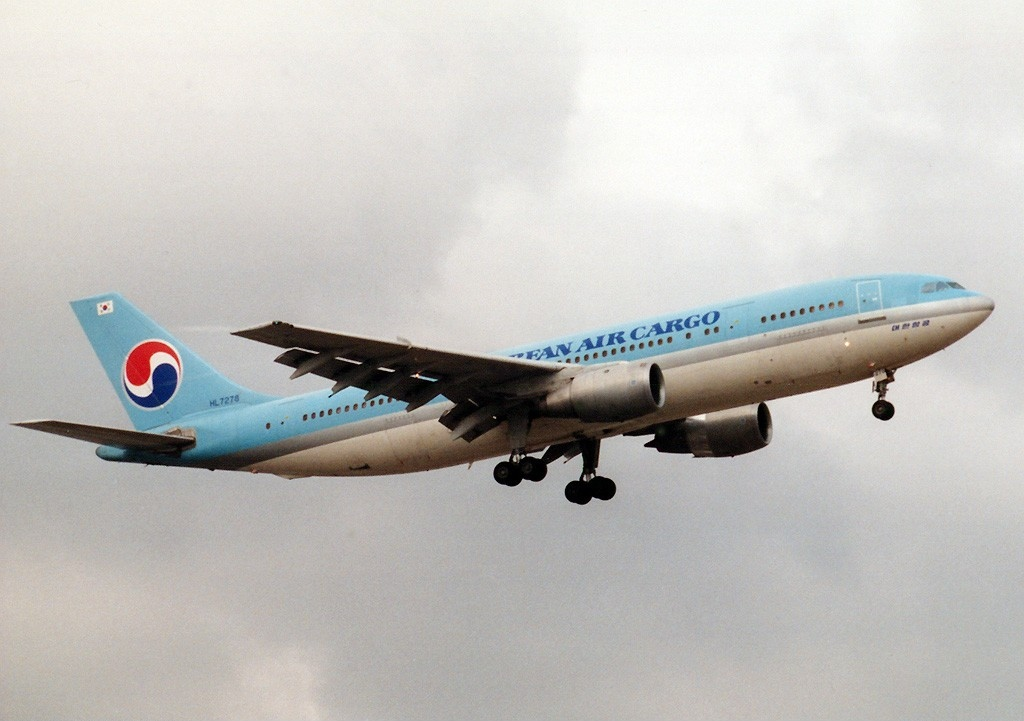
HL7278, A300F4-203 MSN277. Avant que ne soient développés l'A300F4-600R puis l'A330-200F, Airbus construisit seuls deux A300F4-200.

L'A300B4-203/220 est une version améliorée avec jusqu'à 165 tonnes de masse maximale au décollage, grâce à la voilure renforcée. Cet appareil est capable d'effectuer des vols de 5 375 km de rayon d'action. Équipé deux General Electric CF6-50C2 (2×230,4 kN), l'A300B4-203 (précédemment A300B4-2C) a été le modèle d'A300 classique le plus vendu, avec plus de 100 exemplaires construits. Une quarantaine d'appareils convertis en version fret sont encore en service. Le premier appareil (MSN19) fut livré le 16 novembre 1975 à Air France. Seul China Airlines acquit 5 A300B4-220 équipés de Pratt & Whitney JT9D-59A (2×235,8 kN) en raison d'une harmonisation avec les réacteurs de ses B747.
En 1986, Korean Air acquit 2 A300F4-203 (MSN277 et 292), version fret. Ces appareils sont actuellement exploités par Global Charter Services. Trois A300C4-203, la version convertible, furent construits pour Thai Airways International (MSN33), Hapag-Lloyd (MSN83) et South African Airways (MSN212). Un autre appareil, MSN256, équipé d'une porte latérale fut produit pour Libyan Airlines. Toutefois, en raison des sanctions économiques, il fut livré à TOA Domestic Airlines, en tant qu'A300B4-203 une fois cette porte bloquée. En dépit de plus de 30 ans d'âge, certains sont encore exploités en 2015, tel MSN277 auprès de Georian Star International.

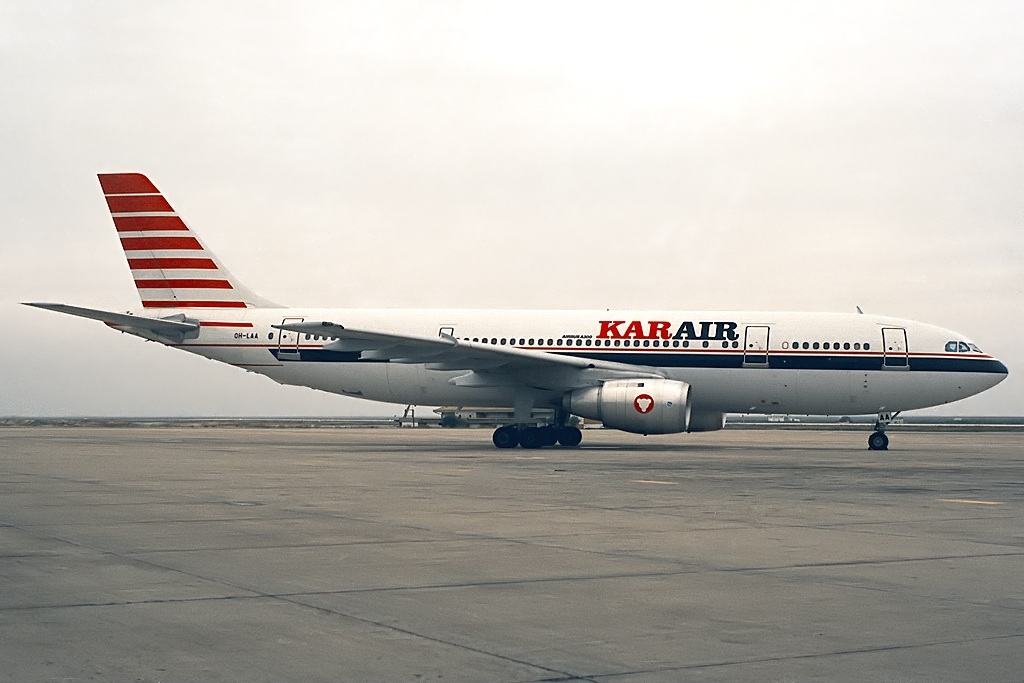
OH-LAA, A300B4-203 (FFCC) MSN299, en 1987. Un des premiers widebody exploités sans mécanicien de bord.

Les A300B4-203/220 FFCC (Forward Facing Crew Cockpit) : il s'agit du premier appareil du monde à deux couloirs piloté par seulement deux pilotes. Le constructeur modifia complètement le poste afin que l'équipage puisse commander l'appareil sans se retourner vers les compteurs situés à l'arrière, traditionnellement occupés par le mécanicien de bord. Le premier vol d'essai durant 3 h 40 fut effectué le 6 octobre 1981 (MSN159). C'est Garuda Indonesia qui commença les vols commerciaux le 21 janvier 1982 avec le premier exemplaire de ses 9 A300B4-220 (MSN165),. Commandés par Tunisair, 2 A300B4-203 FFCC (MSN299 et 302) furent construits, mais finalement acquis par Finnair en 1986 et principalement exploités au sein de Kar-Air puis par Air Scandic International, ses filiales charter. Si Airbus ne produisit pas beaucoup ce modèle, ses technologies contribuèrent beaucoup aux programmes 'A310 et A300B4-600/600R.
Au total, 248 exemplaires du B2 et du B4 furent produits.
Par ailleurs, un nouveau musée aéronautique, Aeroscopia, fut inauguré à Toulouse en 2015. Si celui-ci présente surtout des appareils nés dans cette capitale aéronautique tel le Concorde. Airbus fit démanteler MSN001 de l'A300 il y a longtemps, d'où la présentation d'un A300B4-203 MSN238 transformé en A300 classique, avec l'immatriculation de MSN001, F-WUAB. La cabine de l'appareil est entièrement visitable.

#### Variantes
Les fondateurs d'Airbus envisageaient depuis le début du programme des variantes de l'A300, pour créer « une famille d'avion ». Felix Kracht, directeur de la production, en présenta officiellement lors du salon aéronautique de Hanovre, le 26 avril 1974. Un peu plus tard, le projet de l'A300B11 fut ajouté dans la liste.
- A300B1 : prototype (2 exemplaires)
- A300B2 : version allongée, premier type livré, voir ci-dessus
- A300B3 : masse maximale au décollage augmentée, simplement en faveur de charge utile
- A300B4 : version moyen-courrier, voir ci-dessus
- A300B5 : version fret (futur A300F4-203, seulement 2 exemplaires pour Korean Air)
- A300B6 : d'abord version fret allongée ; puis version modernisée (futur A300B4-600/600R, A300F4-600R)
- A300B8 : version raccourcie dont la dimension était identique au B1, avec 3 types de moteur disponibles : General Electric, Pratt & Whitney ou Rolls-Royce
- A300B9 : version très allongée permettant 350 sièges (futur TA9, puis A330)
- A300B10 : version raccourcie pour long-courrier, disposant 3 fabricants de réacteur (futur A310)

plus tard,
- A300B11 : version quadriréacteur (futur TA11, puis A340)

### Les versions -600, modernisées
L'Airbus A300-600 est la dernière génération d'Airbus A300. Il a notamment servi de base aux Airbus A300-600ST "Beluga", avions cargo utilisés par Airbus pour transporter les gros éléments (ailes et fuselages notamment) entre les différents sites du groupe.

### A300-ZERO G, pour les vols paraboliques

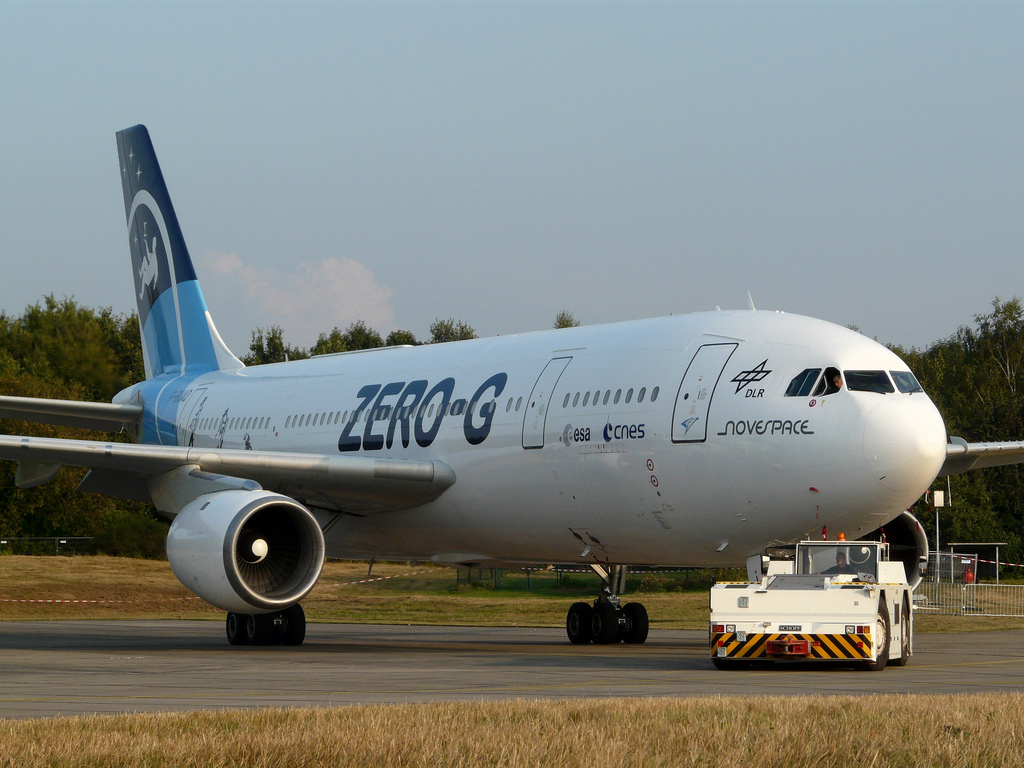
F-BUAD, Airbus A300B2-1C (dit A300 ZERO-G, 1999 - 2014), MSN003.

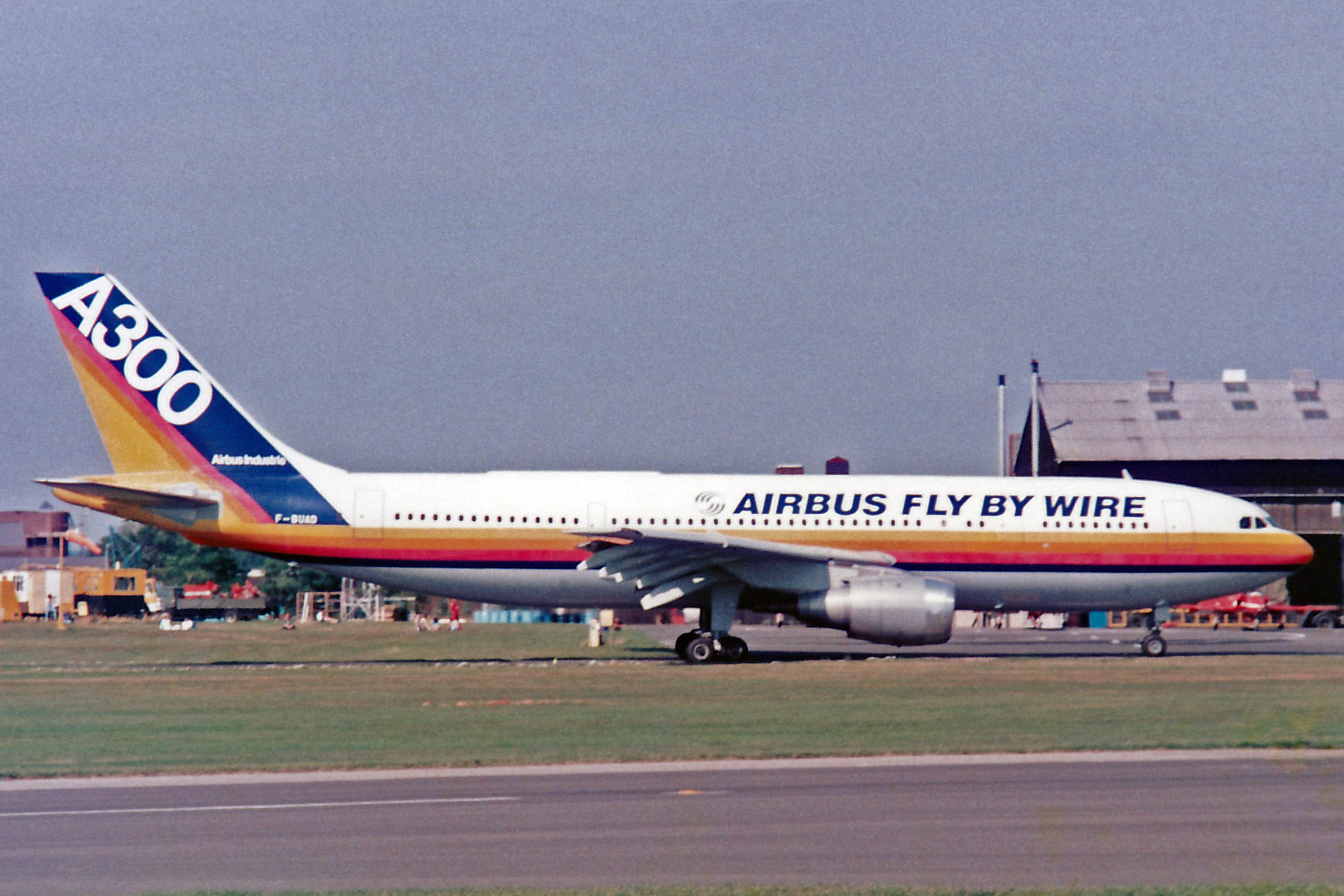
F-BUAD, MSN 003 en 1986, en tant que plateforme du système de la commande de vol électrique, en faveur du développement de l'A320.

L'Airbus A300 ZERO-G est un A300 (B2-1C, MSN3) modifié pour les vols paraboliques permettant d'atteindre un état d'apesanteur pendant 22 secondes, à partir de 1999. Il s'agit du prototype de l'A300B2, possédé depuis le 30 mai 1996 par la société Novespace et stationné à l'aéroport de Bordeaux.
Bien que cet appareil, ancien prototype de l'A300B2 construit en 1973, ne connaisse pas beaucoup de cycles, Novespace annonce en 2011 qu'il lui faudra le remplacer par un A310 ou un A300-600 plus récent en 2013 ou 2014. Finalement, Novespace récupère un A310-304 auprès de la Luftwaffe (MSN498) en 2014. Par conséquent, en octobre 2014, l'A300 ZERO-G termine sa mission chez Novespace.
Le premier vol de ces vols ouvert au grand public a été réalisé le 15 mars 2013 sous la marque Air Zero G.

### Livraisons par années
| 2007 | 2006 | 2005 | 2004 | 2003 | 2002 | 2001 | 2000 | 1999 | 1998 | 1997 | 1996 | 1995 | 1994 | 1993 | 1992 | 1991 |
| 6    | 9    | 9    | 12   | 8    | 9    | 11   | 8    | 8    | 13   | 6    | 14   | 17   | 23   | 22   | 22   | 25   |

| 1990 | 1989 | 1988 | 1987 | 1986 | 1985 | 1984 | 1983 | 1982 | 1981 | 1980 | 1979 | 1978 | 1977 | 1976 | 1975 | 1974 |
| 19   | 24   | 17   | 11   | 10   | 16   | 19   | 19   | 46   | 38   | 39   | 26   | 15   | 15   | 13   | 8    | 4    |

## Caractéristiques techniques
| Modèle                             | A300B2-200       | A300B4-200              | A300-600                                          | A300-600                                          | A300F4-600            |
| ---------------------------------- | ---------------- | ----------------------- | ------------------------------------------------- | ------------------------------------------------- | --------------------- |
| Équipage technique (PNT)           | 3                | 3                       | 2                                                 | 2                                                 | 2                     |
| Sièges : classe unique             | 269              | 269                     | 274                                               | 274                                               | 4                     |
| Longueur                           | 53,61 m          | 53,61 m                 | 53,85 m                                           | 53,85 m                                           | 54,08m                |
| Envergure                          | 44,83 m          | 44,83 m                 | 44,83 m                                           | 44,83 m                                           | 44,83 m               |
| Hauteur de la dérive               | 16,68 m          | 16,68 m                 | 16,68 m                                           | 16,68 m                                           | 16,68 m               |
| Largeur cabine                     | 5.287 m          | 5.287 m                 | 5.287 m                                           | 5.287 m                                           | 5.287 m               |
| Largeur fuselage                   | 5.64 m           | 5.64 m                  | 5.64 m                                            | 5.64 m                                            | 5.64 m                |
| Masse à vide                       | 86275 kg         | 88505 kg                | 86727 kg (GE) 87100 kg (PWJT9D) 90634 kg (PW4158) | 86727 kg (GE) 87100 kg (PWJT9D) 90634 kg (PW4158) | 82046 kg              |
| Charge utile maximale              | 34225 kg         | 35495 kg                | 43273 kg (GE) 42900 kg (PWJT9D) 39366 kg (PW4158) | 43273 kg (GE) 42900 kg (PWJT9D) 39366 kg (PW4158) | 47954 kg              |
| Masse maximale au décollage (MTOW) | 142000 kg        | 165000 kg               | 165000 kg                                         | 165000 kg                                         | 170500 kg             |
| Vitesse de croisière typique       | Mach 0.78        | Mach 0.78               | Mach 0.78                                         | Mach 0.78                                         | Mach 0.78             |
| Vitesse de croisière maximale      | Mach 0.82        | Mach 0.82               | Mach 0.82                                         | Mach 0.82                                         | Mach 0.82             |
| Distance de décollage à MTOW       | 1800 m           | 2400 m                  | 1800 m                                            | 1800 m                                            | 2300 m                |
| Rayon d'action maximal             | 1800 nmi 3330 km | 2550 nmi 4720 km        | 3100 nmi (PW) 3550 nmi (GE)                       | 3100 nmi (PW) 3550 nmi (GE)                       | 2800 nmi 5200 km      |
| Capacité kérosène                  | 44 000 l         | 62000 l                 | 62000 l 76400 l                                   | 62000 l 76400 l                                   | 62000 l               |
| Moteurs                            | GE CF6-50C2      | GE CF6-50C2 PW JT9D-59A | GE CF6-80C2A3 PW JT9D-7R4H1 PW 4158               | GE CF6-80C2A3 PW JT9D-7R4H1 PW 4158               | GE CF6-80C2A5 PW 4158 |

## Accidents et événements impliquant des Airbus A300

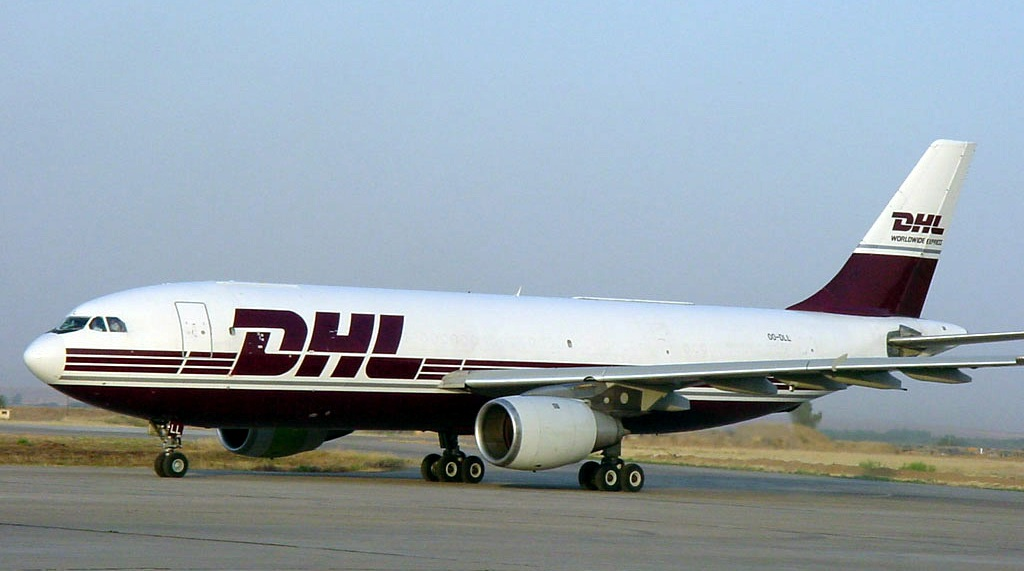
OO-DLL, A300B4-203(F) MSN093, le 23 juin 2003.

Depuis sa mise en service en 1974, l'A300 a été victime de 32 accidents ou incidents ayant entraîné la destruction de l'avion et fait 1 126 victimes, ainsi que trois actes criminels entraînant la mort de 290 personnes, et 23 détournements au cours desquels 13 autres personnes furent tuées.
Parmi les accidents les plus remarquables :
- 27 juin 1976 : le vol Air France 139 de Tel Aviv à Paris est détourné vers Entebbe. Après une intervention des militaires israéliens, 256 passagers sont libérés, 4 meurent.
- 3 juillet 1988 : le vol Iran Air 655 de Bandar Abbas à Dubaï est abattu par deux missiles américains au-dessus du Golfe Persique, tuant les 290 personnes à bord.
- 28 septembre 1992 : le vol Pakistan International Airlines 268 de Karachi à Katmandou s'écrase juste avant l'atterrissage, tuant les 167 personnes à bord.
- 26 avril 1994 : le vol China Airlines 140 de Taipei à Nagoya s'écrase peu avant d'atterrir. 7 des 271 passagers survivent.
- 26 décembre 1994 : le vol Air France 8969 d'Alger à Paris est détourné vers Marseille à la suite d'une prise d'otages. Trois passagers sont exécutés avant le départ d'Alger. Les 4 preneurs d'otage sont tués lors de l'assaut par le GIGN, dont un membre est grièvement blessé.
- 26 septembre 1997 : le vol Garuda Indonesia 152 de Jakarta à Medan s'écrase peu avant d'atterrir. Aucun des 235 passagers ne survit.
- 16 février 1998 : le vol China Airlines 676 de Bali à Taipei s'écrase à l'atterrissage. Les 196 personnes à bord et 6 personnes au sol sont tuées.
- 12 novembre 2001 : le vol American Airlines 587 de New York à Saint-Domingue s'écrase juste après le décollage, tuant les 260 personnes à bord et 5 personnes au sol.
- 22 novembre 2003 : un A300 B4-203F Cargo de DHL est touché par un missile peu après son décollage de l'aéroport international de Bagdad, sans faire de victime.
- 14 août 2013: un A300F4-622R Cargo effectuant le Vol UPS Airlines 1354, en provenance de Louisville, dans le Kentucky, s'écrase à l'approche de l'aéroport de Birmingham, en Alabama (sud des États-Unis), les deux pilotes sont décédés.

## Maquette de MSN001

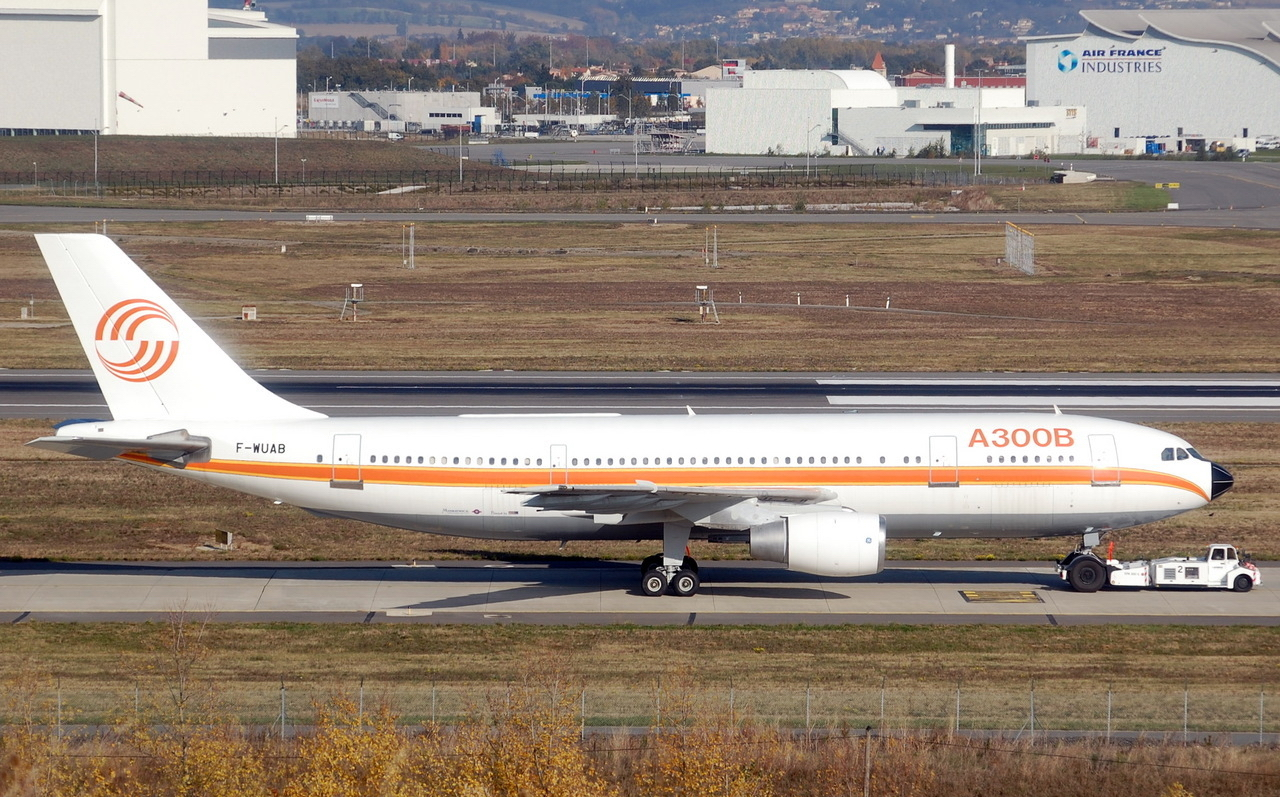
MSN238, portant la livrée de MSN001, avec son immatriculation F-WUAB, en février 2009, à la suite de son retrait de service le 15 mars 2005. L'appareil a effectué 30621 heures de vols ainsi que 14483 atterrissage.

Démantelé dès 1974, le premier prototype MSN001 laissa peu d'images, à l'exception de quelques photos et vidéos. Le musée Aeroscopia à Toulouse, inauguré en janvier 2015, conserve les traces de ce prototype monumental, de deux manières :
- d'une part, en présentant une maquette respectant les spécifications originales ;
- d'autre part, avec la présence dans le musée de MSN238.

MSN238, bien que légèrement plus long (A300B4-203), porte la livrée de MSN001. Reconvertie en cabine passager de la version fret, sa cabine, visitable, est cependant loin d'être en configuration originale.

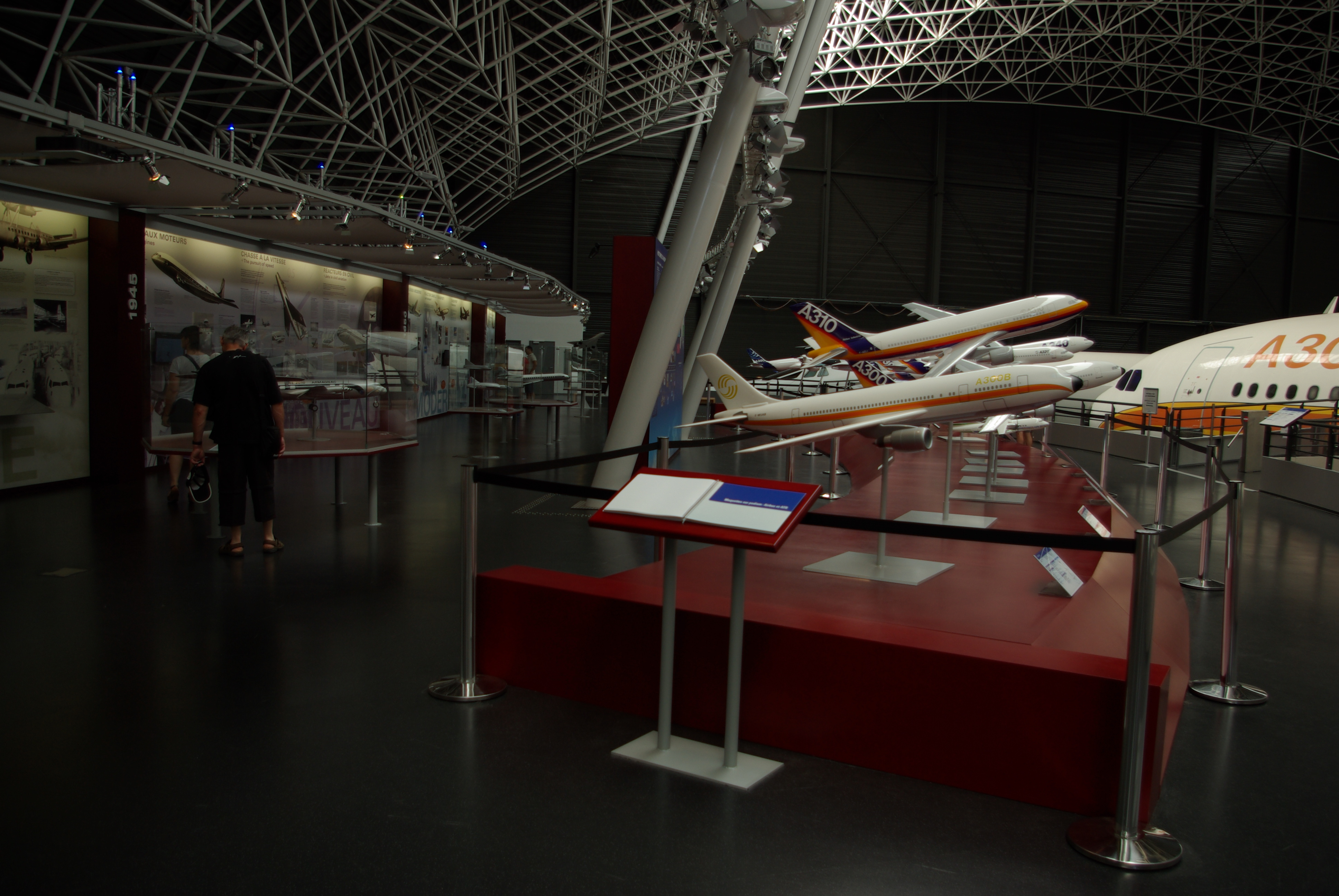
Maquette de MSN001 ainsi que MSN238, dans le musée Aeroscopia.

## Références

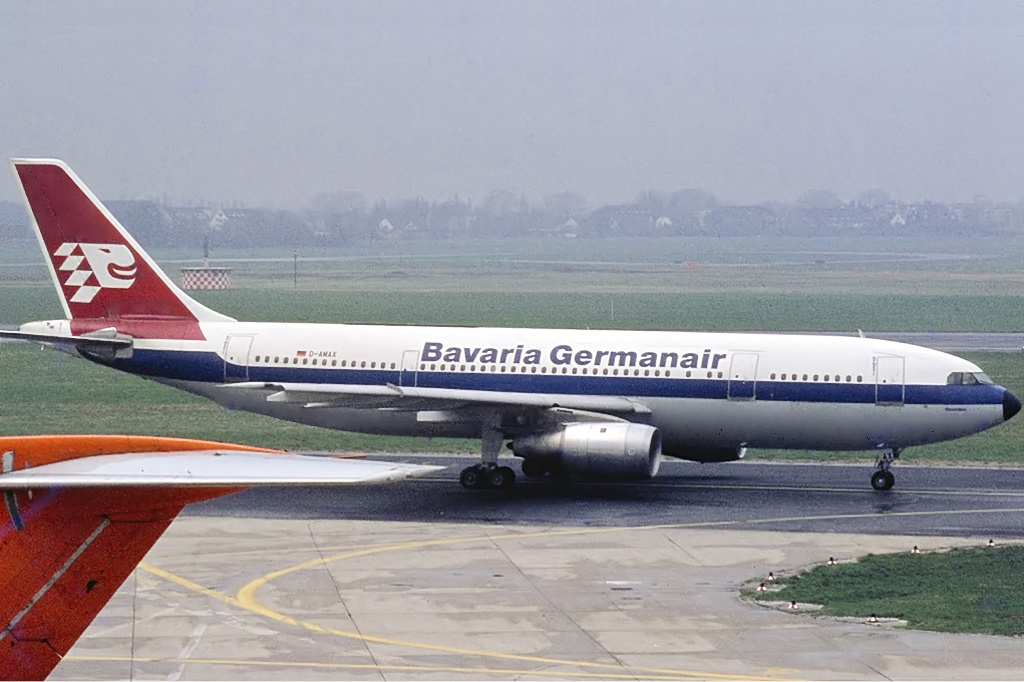
D-AMAX, A300B4-1C MSN012, auprès d'un des premiers clients de l'A300.

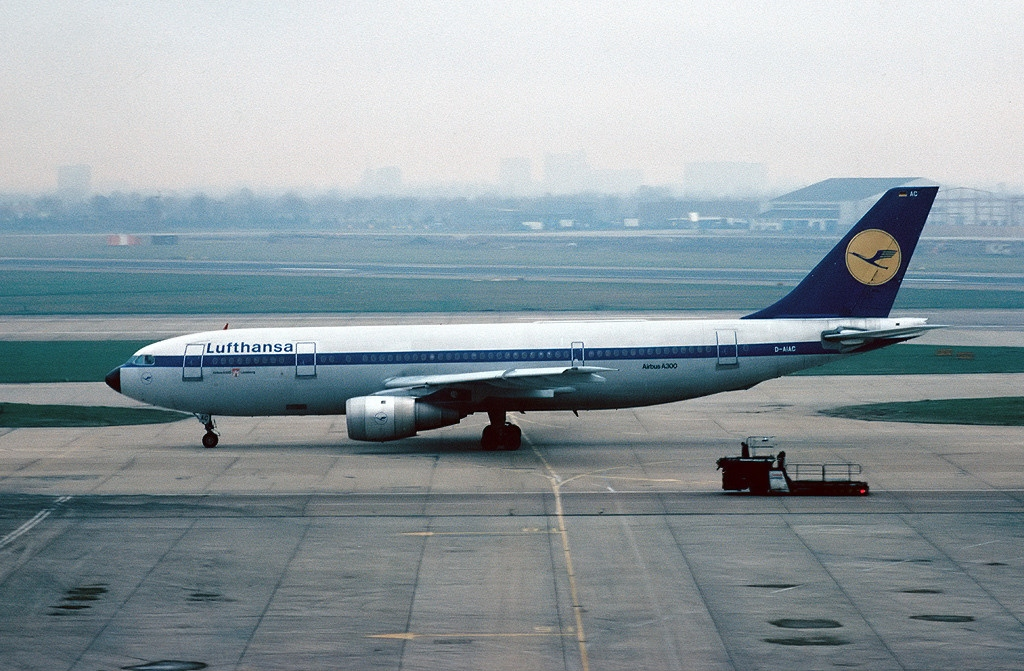
D-AIAC, A300B2-1C MSN026. Lufthansa devint un peu plus tard client.